# 科什利夫齊
48°52′13″N 25°34′45″E / 48.87028°N 25.57917°E
科什利夫齊（烏克蘭語：Кошилівці），是烏克蘭的村落，位於該國西部捷爾諾波爾州，由喬爾特基夫區負責管轄，處於朱林河畔，始建於1428年，面積19.54平方公里，2001年人口618。